# エリザベス (女装クラブ)
エリザベスは、女装クラブである。
なお、運営母体の企業はそれぞれ異なる。
東京都内に1店舗（浅草橋本店）、名古屋市内に1店舗（名古屋店）、大阪市内に1店舗（大阪店）、合計3店舗を展開していたが
2020年2月15日をもってアント商事は廃業。
エリザベス会館は閉店した。

## 概要
女装したい男性（以下「女装者」と称す）のために衣装の販売・レンタルや化粧を行ったり、女装者同士の交流場を提供することを目的とするクラブを運営している。女装用品を保管するためのロッカー等のレンタルも行っている。
- 女装グッズの販売
- 女装者同士の交流

## 歴史
1979年には女性用下着の卸売りをしていたアント商事が東京都内に「エリザベス会館」を開設。これ以前の女装クラブがあくまで仲間内のサークルの域を出なかったのに対し、営利目的で運営される初の女装クラブとして成人向け雑誌へ広告を出すなどの展開が功を奏して人気を博し、その後、レンタルビデオ店を運営していたオーツーが名古屋に、女性用下着の卸売りをしていたエム・ケイ企画が大阪に店舗を構えるに至った。
エリザベスは1984年に女装者の交流の場として女装雑誌「くいーん」を創刊するなど（2003年に休刊）、現在に至るまで日本の女装クラブの中心的存在となっている。
2020年2月15日をもって、アント商事及びエリザベス浅草橋店の廃業・閉館を行うと同店ブログにて発表された。